# Marian Hristov
Marian Hristov est un footballeur bulgare né le 29 juillet 1973 à Botevgrad.

## Carrière
- 1993-1994 : Balkan Botevgrad  Bulgarie
- 1994-1995 : Slavia Sofia  Bulgarie
- 1995-1997 : Levski Sofia  Bulgarie
- 1997-2004 : FC Kaiserslautern  Allemagne
- 2004-2006 : VfL Wolfsburg  Allemagne
- 2008-???? : Balkan Botevgrad  Bulgarie

## Sélections
- 45 sélections et 6 buts avec l'équipe de Bulgarie de 1998 à 2007.